# Cambarus obeyensis
Espèce
Synonymes
- Cambarus (Jugicambarus) obeyensis Hobbs & Shoup, 1947[1]

Statut de conservation UICN

 CR B1ab(iii) : 
En danger critique
Cambarus obeyensis est une espèce d'écrevisses de la famille des Cambaridae endémique des États-Unis.

## Publication originale
- (en) Horton H. Hobbs et Charles S. Shoup, « Two New Crayfishes (Decapoda, Astacidae) from the Obey River Drainage in Tennessee », Journal of the Tennessee Academy of Science, vol. 22, no 2,‎ 1947, p. 138-145 (ISSN 0040-313X).